# Fúzí Manszúri
Fúzí Manszúri (Menzel, 1956. január 14. – Nîmes, Franciaország, 2022. május 18.) algériai válogatott labdarúgó.

## Pályafutása

### Klubcsapatban
Teljes pályafutását Franciaországban töltötte. 1975 és 1980 között a Nîmes Olympique csapatában játszott. Az 1980–81-es szezonban az AS Béziers, 1981 és 1983 között a Montpellier HSC játékosa volt. 1983 és 1985 között az FC Mulhouse-ban, az 1985–86-os szezonban a Montpellierben játszott.   

### A válogatottban
1981 és 1986 között 13 alkalommal szerepelt az algériai válogatottban. Részt vett az 1982-es, az 1984-es és az 1986-os afrikai nemzetek kupáján, illetve az 1982-es és az 1986-os világbajnokságon.

## Sikerei, díjai
Algéria
- Afrikai nemzetek kupája bronzérmes (1): 1984